# Тункински Голци
Тункѝнските Голцѝ (на руски: Тункинские Гольцы; на бурятски: Түнхэнэй һарьдаг мундарганууд) е планински хребет в планината Източни Саяни, разположен в западната част на Република Бурятия, Русия. Простира се на протежение около 180 km, почти по паралела, като образува вододел между левите притоци на река Ангара – Китой на север и Иркут на юг. На юг се спуска стръмно към Тункинската котловина, а на запад дълбокого дефиле на река Иркут го отделя планинския възел Мунку Сардък. Максимална височина връх Алган Мундарга 3157 m (51°48′00″ с. ш. 101°25′36″ и. д. / 51.8° с. ш. 101.426667° и. д.), разположен северно от Хойтоголската котловина (част от голямата Тонкинска котловина). Изграден е предимно от кристалинни шисти и гранити. Голяма част от хребета представлява силно разчленена средновисока планина, а по най-високите си части има типичен алпийски облик. От него водят началото си малки, къси и бурни реки леви притоци на Иркут – Ихе-Ухгун и др. и десни притоци на Китой – Ара-Ошей и др. Склоновете му до височина 1800 – 2000 m са заети от лиственична и кедрово-лиственична планинска тайга, а нагоре следва планинска тундрова растителност.

## Топографска карта
- М-47-Б, М 1: 500 000[2]
- N-47-Г, М 1: 500 000 [3]
- М-48-А, М 1: 500 000[4]
- N-48-В, М 1: 500 000[5]